# جيوفاني باتيستا كوليتي
جيوفاني باتيستا كوليتي (مواليد 8 ديسمبر 1948) هو مبارز بالسيف إيطالي، مثّل بلاده في الألعاب الأولمبية الصيفية 1976.

## روابط رياضية
جيوفاني باتيستا كوليتي على موقع أوليمبيديا (الإنجليزية)
- جيوفاني باتيستا كوليتي على موقع اللجنة الأولمبية الإيطالية (الإيطالية)